# Општина Чортешти (Јаши)
Чортешти (рум. Ciorteşti) општина је у Румунији у округу Јаши.
Oпштина се налази на надморској висини од 280 m.